# Villaescusa de Roa (kommunhuvudort)
Villaescusa de Roa är en kommunhuvudort i Spanien.   Den ligger i provinsen Provincia de Burgos och regionen Kastilien och Leon, i den centrala delen av landet, 150 km norr om huvudstaden Madrid. Villaescusa de Roa ligger 899 meter över havet och antalet invånare är 129.
Terrängen runt Villaescusa de Roa är platt. Runt Villaescusa de Roa är det glesbefolkat, med 11 invånare per kvadratkilometer. Närmaste större samhälle är Peñafiel, 16,1 km sydväst om Villaescusa de Roa. Trakten runt Villaescusa de Roa består till största delen av jordbruksmark.